# Gravis PC GamePad

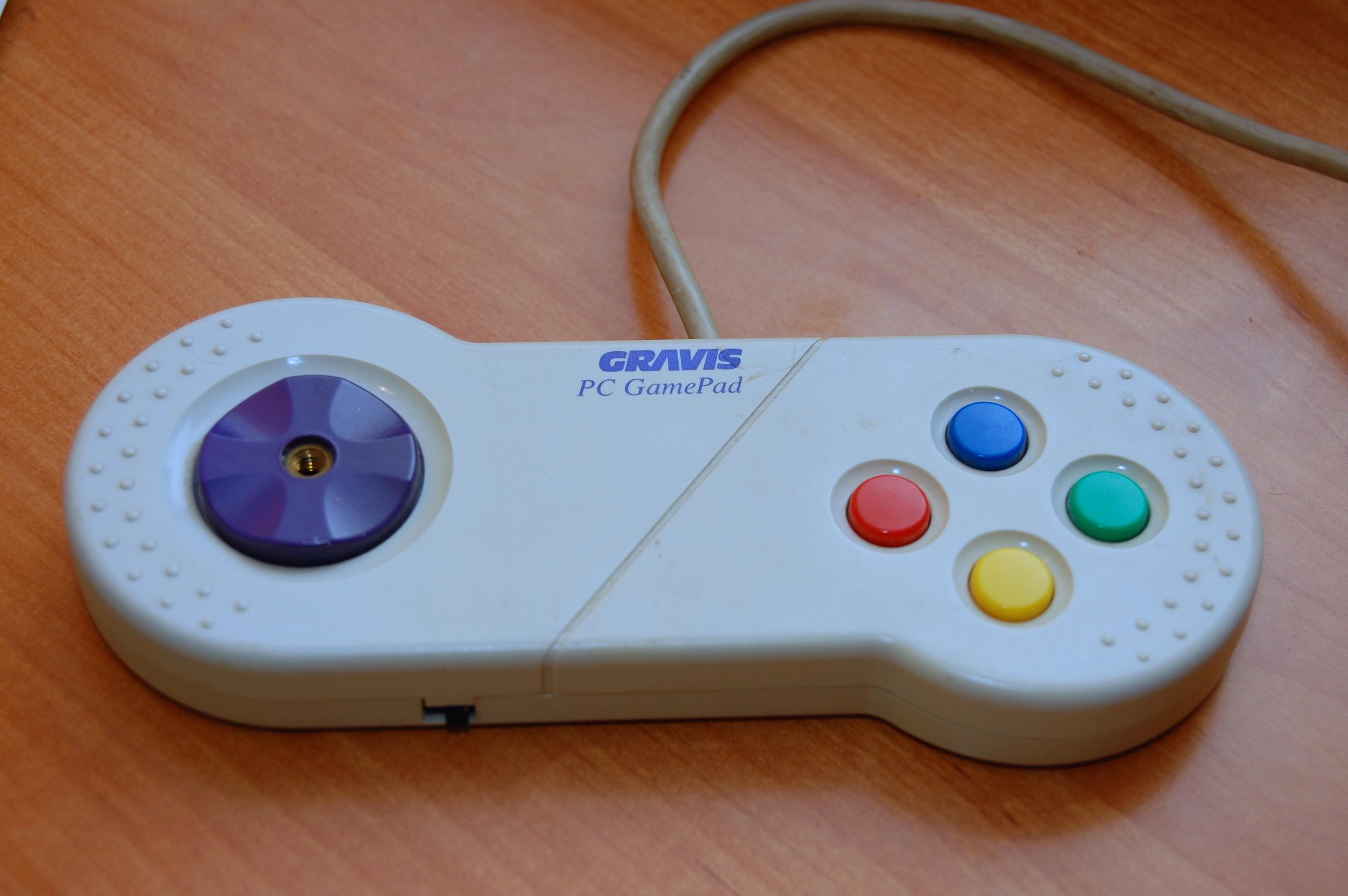
L'originale Gravis Gamepad per PC

Il Gravis PC GamePad era un game controller per la game port prodotta da Advanced Gravis Computer Technology. 
È stato il primo gamepad ad esser prodotto per IBM PC compatibile.

## Storia
Prodotto a partire dal 1991, incluso con il gamepad vi era un gioco shareware chiamato Commander Keen episode 1: Marooned on Mars, che nelle versioni successive fu poi più tardi sostituito con l'episodio 4, Secret of the Oracle che supportava tutti i 4 bottoni. La produzione terminò dopo l'acquisizione della società da parte della Kensington Computer Products Group nel 1997.

## Caratteristiche
Il design del gamepad è simile al controller standard del SNES (i più simili sono le versioni giapponese ed europea con i bottoni colorati), sebbene manchi dei pulsanti Start, Select e dei pulsanti sulla spalla, e la forma del controller differisce leggermente: sul lato sinistro la curva è invertita. Come si può trovare originariamente in alcune versioni del controller del Sega Master System, il centro del d-pad del Gravis GamePad permette di inserire/avvitare un piccolo joystick. L'utilizzo di tale leva fornisce una maggior sensibilità direzionale, desiderabile per esempio nei picchiaduro.
Sia in cima che in fondo al gamepad ci sono interruttori; uno di essi rimuove la normale funzionalità a due dei bottoni, trasformandoli in autofire delle funzionalità dei primi due bottoni. Questo dona funzionalità a tutti i 4 pulsanti perfino in giochi del PC che supportavano solo due bottoni del joystick o nei casi in cui due gamepad fossero connessi con un connettore a Y. L'altro permette di utilizzare il controller ai mancini ruotando sottosopra sia la funzionalità del D-pad che dei bottoni. Entrambi gli interruttori potevano essere usati contemporaneamente.

## Varianti
Dopo il modello iniziale, furono prodotte due varianti, chiamate GamePad Pro e GamePad Pro USB, che assomigliavano a dei controller della PlayStation pre-Dual-Shock. Il GamePad Pro utilizzava tecniche avanzate di comunicazione per permettere l'uso contemporaneo di dieci pulsanti ed il simultaneo utilizzo di due controller connessi attraverso la presa integrata "piggyback" del controller stesso; i giochi però non potevano rilevare il gamepad a meno che fossero stati appositamente programmati con in mente lo specifico controller (DOS) o che fosse installato uno specifico driver (Windows). Il GamePad Pro USB naturalmente usa la porta USB e gli standard USB Human Interface Device class; non è previsto l'uso nei sistemi DOS ed è l'unica serie GamePad originale ad essere ancora venduta da Gravis. Dopo questi due modelli, Gravis ha lanciato altre serie di gamepad più avanzate per il Mac, l'Amiga e l'Atari ST.

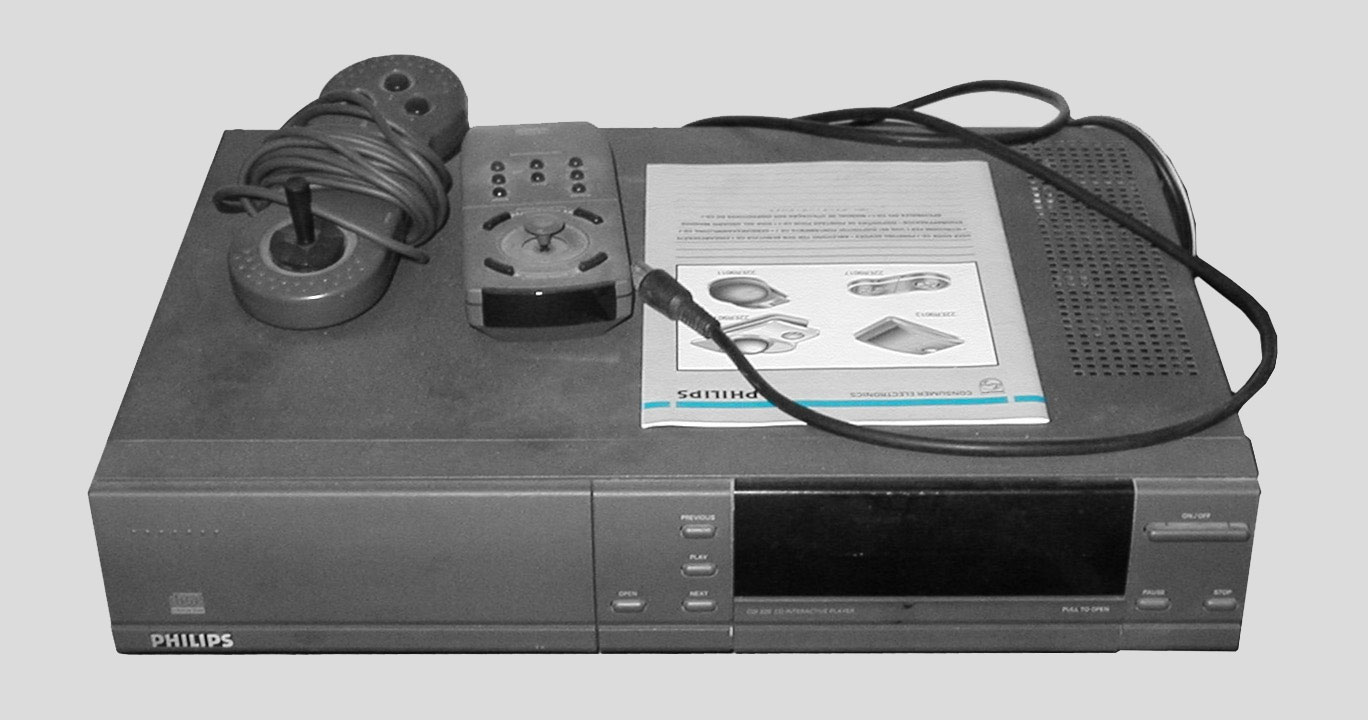
CD-i con sopra il controller con cavo

Il CD-i interactive multimedia CD player forniva un controller con cavo che è essenzialmente il Gravis PC GamePad originale con una colorazione monocromatica grigia. Il logo Gravis era stato sostituito con il logo Philips. C'erano solo due pulsanti-funzione e l'interruttore sul fondo controllava la velocità del cursore nei menù.

## Curiosità
- Il GamePad appare anche nel videogame Jazz Jackrabbit come power-up; appare nello stesso gioco sotto forma di pubblicità sullo sfondo in cui vi è scritto: "All kids love Gravis GamePad" (tutti i ragazzi amano Gravis GamePad). La versione del gioco di tipo "dimostrazione shareware" fa notare che il Gravis Gamepad è il gamepad ufficiale di Jazz Jackrabbit.

- Un'icona del set di icone Nuvola è quasi identico al GamePad.